# Milton Tróccoli
Milton Luis Tróccoli Cebedio (Montevideo, 3 de marzo de 1964) es un sacerdote católico uruguayo.

## Biografía
Fue ordenado sacerdote en 1988 por el papa Juan Pablo II, en ocasión de su segunda visita al Uruguay. 
Se desempeñó como obispo auxiliar de Montevideo.
Es el actual obispo de Maldonado - Punta del Este - Minas.
El 28 de mayo de 2019 fue nombrado miembro de la Congregación para el Clero ad quinquennium.